# Tanca elèctrica

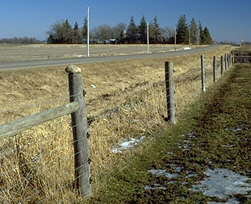
Tanca elèctrica

Una tanca elèctrica és un filat que utilitza descàrregues elèctriques per dissuadir el bestiar i les persones de passar un cert límit.